# Seleção Angolana de Hóquei em Patins Masculino
A Seleção Angolana de hóquei em patins é a equipa nacional de Angola, 
gerida pela Federação Angolana de Hóquei em Patins,
que representa Angola nas competições de hóquei em patins organizadas pela FARS, CIRH e pela FIRS. 
9
A Melhor classificação de Angola num Mundial, foi em 2017. Na cidade de Nainjing, China (5º Lugar).

## Recorde Resultados

### Maiores Vitórias
| Data       | Partido | Partido | Partido        |
| ---------- | ------- | ------- | -------------- |
| 18-10-1992 | Angola  | 39 - 1  | Índia          |
| 04-09-2017 | Angola  | 32 - 1  | Estados Unidos |
| 02-05-1982 | Angola  | 30 - 2  | Guatemala      |
| 05-09-2017 | Angola  | 24 - 1  | Egito          |
| 08-08-2005 | Angola  | 21 - 3  | Macau          |

### Maiores Derrotas
| Data       | Partido  | Partido | Partido |
| ---------- | -------- | ------- | ------- |
| 12-04-1982 | Portugal | 21 - 1  | Angola  |
| 19-09-1997 | Portugal | 19 - 0  | Angola  |
| 11.05-1982 | Itália   | 16 - 1  | Angola  |

## Elenco Atual
Seleção Convocada para o Campeonato do Mundo de Hóquei em Patins Masculino de 2017.
| Angola                     | Angola              |
| Nome                       | Clube               |
| -------------------------- | ------------------- |
| Francisco "Xico" Veludo    | HC Braga            |
| Estevão Dala               | Marinha             |
| André Centeno              | Sporting CP         |
| Adilson Diogo "Pi"         | Académica de Luanda |
| Argentino "Tino" Agostinho | 1.º de Agosto       |
| Anderson Silva "Nery"      | 1.º de Agosto       |
| João Vieira "Johe"         | Candelaria          |
| Martin Payero              | Serceda             |
| Humberto Mendes "Big"      | Noya                |
| João Pinto "Mustang"       | Sporting CP         |
| Treinador                  | Fernando Falle      |

## Campeonatos do Mundo — Seniores A Masculinos
Participação da Selecção de Angola nos Mundiais de Hóquei em Patins.
| Ano  | Cidade sede                        | Vencedor  | 2º lugar  | 3º lugar  |              |
| ---- | ---------------------------------- | --------- | --------- | --------- | ------------ |
| 2017 | Nanjing                            | Espanha   | Portugal  | Argentina | Angola (5º)  |
| 2015 | La Roche-sur-Yon                   | Argentina | Espanha   | Portugal  | Angola (9º)  |
| 2013 | Luanda e Namibe (actual Moçâmedes) | Espanha   | Argentina | Portugal  | Angola (9º)  |
| 2011 | San Juan                           | Espanha   | Argentina | Portugal  | Angola (11º) |
| 2009 | Vigo                               | Espanha   | Argentina | Portugal  | Angola (6º)  |
| 2007 | Montreux                           | Espanha   | Suíça     | Argentina | Angola (8º)  |
| 2005 | São José                           | Espanha   | Argentina | Portugal  | Angola (7º)  |
| 2003 | Oliveira de Azeméis                | Portugal  | Itália    | Espanha   | Angola (8º)  |
| 2001 | San Juan                           | Espanha   | Argentina | Itália    | Angola (10º) |
| 1999 | Reus                               | Argentina | Espanha   | Portugal  | Angola (8º)  |
| 1997 | Wuppertal                          | Itália    | Argentina | Espanha   | Angola (8º)  |
| 1995 | Recife                             | Argentina | Portugal  | Espanha   | Angola (7º)  |
| 1993 | Bassano d.G. Lodi e Sesto S.G.     | Portugal  | Itália    | Argentina | Angola (11º) |
| 1991 | Porto                              | Portugal  | Holanda   | Argentina | Angola (10º) |
| 1989 | San Juan                           | Espanha   | Portugal  | Itália    | Angola (9º)  |
| 1988 | Corunha                            | Itália    | Espanha   | Portugal  | Angola (7º)  |
| 1986 | Sertãozinho                        | Itália    | Espanha   | Portugal  | Angola (7º)  |
| 1982 | Barcelos                           | Portugal  | Espanha   | Argentina | Angola (11º) |

## Campeonato do Mundo B
| Ano  | Local   | Vencedor | 2º Lugar | 3º Lugar   | 4º Lugar |
| ---- | ------- | -------- | -------- | ---------- | -------- |
| 1994 | Chile   | França   | Angola   | Chile      | Colômbia |
| 1992 | Andorra | Andorra  | França   | Moçambique | Angola   |
| 1984 | Paris   | França   | Bélgica  | Inglaterra | Angola   |

## Torneio de Montreux
| Ano  | Campeão   | Finalista     |             |
| ---- | --------- | ------------- | ----------- |
| 2017 | Argentina | Portugal      | Angola (5º) |
| 2015 | Portugal  | Espanha       | Angola (4º) |
| 2013 | Portugal  | Espanha       | Angola (3º) |
| 2011 | Portugal  | Espanha       | Angola (4º) |
| 2009 | Portugal  | Espanha       | Angola (4º) |
| 2007 | Espanha   | Portugal      | Angola (5º) |
| 1989 | Argentina | Novara        | Angola (5º) |
| 1987 | Portugal  | Argentina     | Angola (8º) |
| 1984 | Portugal  | Reus Deportiu | Angola (8º) |
| 1982 | Itália    | Argentina     | Angola (9º) |

Seleção Convocada para o Torneio de Montreux de 2017 
| Jogador               | Posição      | Clube               |
| --------------------- | ------------ | ------------------- |
| Francisco Veludo      | Guarda-Redes | HC Braga            |
| Pedro Watanga         | Guarda-Redes | Académica de Luanda |
| André Centeno         | Defesa/Médio | Sporting            |
| Diogo Adilson         | Defesa/Médio | Académica de Luanda |
| Anderson Neri         | Defesa/Médio | 1° de Agosto        |
| Agostinho Argentino   | Defesa/Médio | CD Marinha          |
| Humberto Mendes "Big" | Avançado     | CP Noia             |
| João Pinto            | Avançado     | Sporting            |
| Airton Chissananga    | Avançado     | Académica de Luanda |
| Márcio Fernandes      | Avançado     | Acadêmica de Luanda |

Equipa Técnica: Fernando Falé